# Megaraptor namunhuaiquii

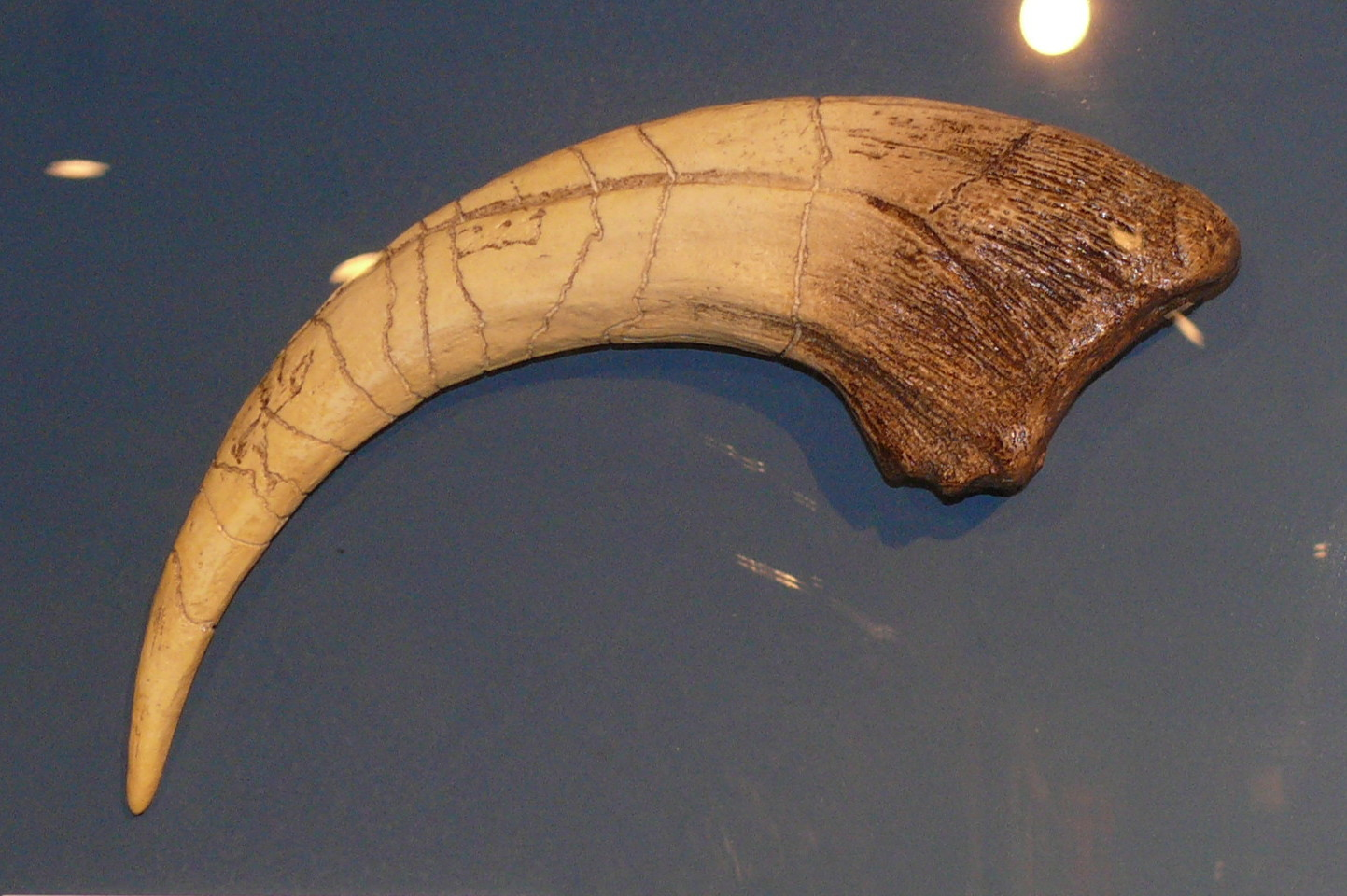
Urpa de Megaraptor

Megaraptor namunhuaiquii és una espècie de dinosaure tetanur que va viure al Cretaci superior. En el seu moment es va pensar que es tractava del dromeosaure més gran mai trobat. Les seves restes fòssil s'han trobat a la regió de la Patagònia de l'Argentina. Fou contemporani al giganotosaure, un dels dinosaures carnívors més grans de tots els temps.